# Варикозное расширение вен
Варико́зное расширение вен, варико́з — часто встречающийся патологический процесс, поражение вен (сосудов, несущих кровь к сердцу), для которого характерно увеличение диаметра просвета, истончение венозной стенки и образование «узлов» — аневризмоподобных локальных расширений.
Локализация варикозного расширения вен может быть любой, чаще всего заболевание затрагивает нижние конечности. Варикозное расширение вен у анального отверстия называется геморроем.

## Варианты варикозного расширения вен
1. В узком смысле термин «варикозное расширение вен» может означать самостоятельное заболевание (варикозное расширение вен нижних конечностей), возникающее в сочетании с другими заболеваниями вен или являющееся их следствием. Часто наблюдается прогрессирующее течение, изменения в подкожных венах, коже, мышцах и костях. Визуально варикозное расширение вен нижних конечностей характеризуется наличием расширенных и извитых вен на стопе, голени и бедре.
2. Поскольку варикозное расширение вен проявляется при повышении венозного давления, оно наблюдается, например, при портальной гипертензии (в частности, большое значение имеет варикозное расширение вен пищевода).
3. Варикозное расширение вен прямой кишки — один из механизмов развития геморроя.
4. Варикозное расширение вен семенного канатика называется варикоцеле.
5. Ретикулярный варикоз нижних конечностей или другими словами появление мелкой сосудистой сеточки. Чаще всего ретикулярный варикоз является результатом наследственной предрасположенности стенок сосудов к расширению. Поэтому, если у кого-то из родственников эта проблема есть, необходимо проводить профилактические мероприятия и по возможности устранять другие причины, провоцирующие расширение сосудов.

Чаще всего под термином «варикозное расширение вен» подразумевается варикозное расширение вен нижних конечностей; другим, последнее время реже употребляемым термином для обозначения этой патологии является «варикозная болезнь».

## Симптомы
На варикозное расширение вен указывают типичные для него симптомы: отеки, тяжесть в ногах, боль в ногах, ночные судороги.

## Классификация
Международная классификация варикозного расширения вен нижних конечностей CEAP (англ. Clinical Etiology Anatomy Pathology) различает шесть стадий заболевания.
1. Стадия 0 — несмотря на жалобы пациента, по результатам осмотра и исследований расширение вен не обнаруживается. Эту стадию выделяет малая часть специалистов[1].
2. Стадия 1 — симптомы (жалобы пациента), на коже видны сосудистые «звездочки» или сосудистая сетка. Только часть специалистов выделяют эту стадию как заболевание[1].
3. Стадия 2 — «настоящий» варикоз, при котором повышена вероятность образования тромбов, характеризуется увеличенными венами или узелками, наполненными венозной кровью. Эти видимые проявления могут увеличиваться при длительном сидении или хождении «на каблуках»[1].
4. Стадия 3 — отёчность в дополнение к увеличенным венам или узелкам. Отёки типично возникают к концу дня, а во сне могут уменьшиться или изчезнуть к утру[1].
5. Стадия 4 характеризуется трофическими изменениями в конечностях, в частности,  кожа может потемнеть вплоть до чёрного цвета из-за скопления пигмента, развивается воспаление кожи, в тяжёлых случаях вознивает атрофия кожи и образуются трофические язвы[1].
6. Стадия 5 отличается от 4 стадии наличием заживших трофических язв[1].
7. Стадия 6 характеризуется хотя бы одной незаживающей трофической язвой[1].

## Причины появления
Наследственная предрасположенность — основная причина развития варикоза: болезнь возникает у людей с ослабленной из-за генетической мутации венозной стенкой.
Наследственная предрасположенность не означает неизбежность возникновения болезни. Начало заболевания и скорость его развития, вероятно, зависят от следующих неблагоприятных факторов:
- неподвижный образ жизни (сидячая работа);
- повышенные физические нагрузки (необходимость поднимать и носить тяжести);
- нежелание следить за здоровьем;
- ношение обуви с высоким каблуком.

Касательно ношения обуви на высоком каблуке нет достовернных данных о его связи с развитием варикозного расширения вен. В базе научных публикаций Pubmed имеется всего три статьи на эту тему (одна опубликована в 1979 году на немецком языке и две статьи бразильских авторов на английском языке в 2006 и 2012 годах), в них описаны исследования на малых выборках, выводы статей противоречат друг другу.

## Профилактика
Профилактика варикоза направлена на компенсацию неблагоприятных факторов (факторов риска) возникновения и развития болезни:
- при сидячей работе — регулярные перерывы с физической активностью (производственная гимнастика, прогулка и тому подобное);
- ношение компрессионного трикотажа, если это назначено врачом;
- самомассаж и массаж (для улучшения циркуляции крови).

## Лечение
На нулевой и первой стадиях применяется «базисное» медикаментозное лечение флеботропными препаратами, укрепляющими венозную стенку.
Начиная со второй стадии варикозного расширения вен необходимо хирургическое лечение, при этом используются разные методы удаления повреждённых вен. От выбора метода зависит длительность восстановительного периода и вероятность рецидивов. Наиболее распространены два из них — склерозирование и лазерная коагуляция, после которых следует период реабилитации с ношением компрессионного трикотажа 1 или 2 классов (класс определяет врач по индивидуальным показаниям).
Склерозирование применяется для маленьких сосудов и представляет собой процедуру склеивания повреждённых варикозом сосудов. Это малоинвазивная короткая процедура, проводимая без анестезии — инъекция в вену вещества, которое склеивает стенки вены между собой. Со временем оперированная вена образует тяж и рассасывается. Склерозированием устраняют так называемые «звёздочки».
Лазерная коагуляция используется для «запаивания» относительно крупных сосудов. Под местной анестезией в вену вводят световод, по которому затем передают излучение лазера, чтобы нагреть клетки крови, коагулировать их белки и «заварить» сосуд  в повреждённом месте. В дальнейшем такой сосуд также образует тяж и рассасывается.
Цианоакрилатная клеевая облитерация — метод лечения варикозного расширения вен, основанный на использовании специального медицинского клея на основе цианоакрилата. Процедура заключается во введении клеевого состава в пораженную вену через катетер под ультразвуковым контролем. В результате стенки вены склеиваются, кровоток по ней блокируется, и кровь перенаправляется в здоровые сосуды.

## Применяемые группы препаратов для лечения
- Флеботоники — действие направлено на улучшения венозного оттока;
- Венотоники — помогают нормализовать наполнение сосудов кровью;
- Антикоагулянты — изменяют вязкость крови;
- Нестероидные противовоспалительные препараты — обезболивание и противовоспалительный эффект;
- Дезагреганты — снижают риск образования тромбов;
- Фибринолитики — снижают риск развития тромбоза вен;
- Антиоксиданты — оказывают сосудоукрепляющие действие.